# Tratamento do transtorno do déficit de atenção e hiperatividade
Tratamento do transtorno do déficit de atenção e hiperatividade consiste em opções que são práticas baseadas em evidências com eficácia terapêutica estabelecida para o TDAH. As abordagens avaliadas para o manejo dos sintomas do TDAH incluem tratamento farmacológico aprovado pela FDA e outros agentes farmacêuticos, abordagens psicológicas ou comportamentais, abordagens combinadas farmacológicas e comportamentais, treinamento cognitivo, retroalimentação neurológica, neuroestimulação, exercício físico, nutrição e suplementos, medicina integrativa, apoio aos pais e intervenções escolares. Com base em duas revisões sistemáticas da literatura de 2024, medicamentos aprovados pela FDA e, em menor grau, intervenções psicossociais demonstraram melhorar os sintomas centrais do TDAH em comparação com grupos de controle (por exemplo, placebo).
A Academia Americana de Pediatria (AAP) recomenda diferentes paradigmas de tratamento dependendo da idade da pessoa a ser tratada. Para crianças de 4 a 5 anos, a AAP recomenda intervenções comportamentais administradas pelos pais e/ou professores, baseadas em evidências, como tratamento de primeira linha, com a adição de metilfenidato caso persistam distúrbios funcionais de moderados a graves. Para crianças de 6 a 11 anos, recomenda-se o uso de medicação em combinação com terapia comportamental, sendo que a evidência para medicamentos estimulantes é mais robusta do que para outras classes. Para adolescentes de 12 a 17 anos, recomenda-se o uso de medicação juntamente com intervenções psicossociais. A imagem clínica do TDAH pode ser corrigida se as intervenções de reabilitação forem iniciadas desde a primeira infância, quando as capacidades compensatórias do cérebro são grandes e um estereótipo patológico persistente ainda não se formou. Se os sintomas persistirem em uma idade posterior, à medida que a criança cresce, os defeitos no desenvolvimento de funções cerebrais superiores e os problemas comportamentais se agravam, levando posteriormente a dificuldades na escolaridade.[carece de fontes?]
Há uma série de medicamentos estimulantes e não estimulantes indicados para o tratamento do TDAH. Os medicamentos estimulantes mais comumente usados incluem metilfenidato (Ritalin, Concerta), dexmetilfenidato (Focalin, Focalin XR), Serdexmetilfenidato/dexmetilfenidato (Azstarys), sais mistos de anfetamina (Adderall, Mydayis), dextroanfetamina (Dexedrine, ProCentra), dextrometanfetamina (Desoxyn) e lisdexanfetamina (Vyvanse). Os medicamentos não estimulantes com indicação específica para o TDAH incluem atomoxetina (Strattera), viloxazina (Qelbree), guanfacina (Intuniv) e clonidina (Kapvay). Outros medicamentos que podem ser prescritos fora da indicação incluem bupropiona (Wellbutrin), antidepressivos tricíclicos, inibidores da recaptação de serotonina e noradrenalina ou inibidores da monoamina oxidase.
Medicamentos estimulantes e não estimulantes são igualmente eficazes no tratamento dos sintomas do TDAH.
A presença de transtornos comórbidos (coocorrentes) pode tornar a busca pelo tratamento e diagnóstico adequado muito mais complicada, dispendiosa e demorada. Por isso, recomenda-se avaliar e tratar simultaneamente quaisquer transtornos comórbidos.

## Psicossocial
Existem diversas abordagens psicoterapêuticas empregadas por psicólogos e psiquiatras; a escolhida depende do paciente e dos sintomas apresentados por este. As abordagens incluem psicoterapia, terapia cognitivo-comportamental, grupos de apoio, treinamento para pais, meditação e treinamento de habilidades sociais. Em uma revisão de 2019, foi avaliada a eficácia do treinamento de habilidades sociais em crianças de 5 a 18 anos. Na época, havia poucas evidências para apoiar ou refutar esse tipo de treinamento para o tratamento do TDAH nessa faixa etária.

### Pais e sala de aula
Melhorar o ambiente doméstico e escolar pode aprimorar o comportamento das crianças com TDAH. Os pais de crianças com TDAH frequentemente apresentam déficits semelhantes e, portanto, podem não ser capazes de ajudar adequadamente a criança com suas dificuldades. Melhorar a compreensão dos pais sobre o comportamento da criança e ensiná-los estratégias para aprimorar o funcionamento, a comunicação e desencorajar comportamentos indesejados tem efeito mensurável nas crianças com TDAH.
As diferentes intervenções educacionais para os pais são coletivamente chamadas de Treinamento para manejo parental. Técnicas incluem condicionamento operante: uma aplicação consistente de recompensas por atingir metas e por bom comportamento (reforço positivo) e punições, como time-out ou revogação de privilégios por não atingir metas ou por comportamento inadequado.
A gestão em sala de aula é semelhante ao treinamento para manejo parental; os educadores aprendem sobre o TDAH e técnicas para melhorar o comportamento aplicadas ao ambiente escolar. As estratégias utilizadas incluem maior estruturação das atividades em sala, feedback diário e economia de fichas.
Para que a economia de fichas beneficie os estudantes com TDAH, toda a equipe deve ser consistente na recompensa dos mesmos comportamentos. Além disso, o estabelecimento de rotinas na sala de aula ajudará a garantir que os estudantes com TDAH permaneçam focados durante o dia.

### Treinamento cognitivo
Os treinamentos cognitivos podem ser realizados por diversos métodos, incluindo programas domiciliares ou baseados em hospitais.
Um artigo de 2013 publicado por dois pesquisadores da Universidade de Oslo concluiu que o treinamento da memória de trabalho proporciona melhorias de curto prazo, mas que há evidências limitadas de que essas melhorias se sustentem ou se generalizem para aprimoramento da capacidade verbal, habilidades matemáticas, atenção ou decodificação de palavras.
Um artigo de 2014 publicado por um grupo de pesquisadores da Universidade de Southampton apresentou os resultados de um estudo de meta-análise de 14 ensaios clínicos randomizados (ECR) recentemente publicados. Os autores concluíram que "são necessárias mais evidências de estudos bem-cegos antes que o treinamento cognitivo possa ser apoiado como tratamento de primeira linha para os sintomas centrais do TDAH".
Uma meta-análise mais recente de 2023 de ECRs examinou a eficácia do treinamento cognitivo computadorizado (TCC) na redução dos sintomas do TDAH por meio de programas de computador. Além de encontrar melhorias de curto prazo na memória de trabalho, os autores encontraram alguma evidência de efeitos a longo prazo na memória de trabalho verbal. Contudo, os resultados foram limitados ao ambiente dos estudos, e os autores ressaltaram a necessidade de estratégias de intervenção mais direcionadas.

## Medicamentos

### Estimulantes
Estimulantes são os medicamentos mais comumente prescritos para o TDAH. Os medicamentos estimulantes indicados para o tratamento do TDAH são metilfenidato (Ritalin, Concerta), dexmetilfenidato (Focalin, Focalin XR), Serdexmetilfenidato/dexmetilfenidato (Azstarys), sais mistos de anfetamina (Adderall, Mydayis), dextroanfetamina (Dexedrine), lisdexanfetamina (Vyvanse), e, em casos raros, dextrometanfetamina (Desoxyn).
Produtos farmacêuticos de liberação controlada podem permitir a administração da medicação uma vez ao dia, pela manhã. Isso é especialmente útil para crianças que não gostam de tomar a medicação no meio do dia escolar. Vários métodos de liberação controlada são utilizados.
Os estimulantes utilizados para tratar o TDAH elevam as concentrações extracelulares dos neurotransmissores dopamina e noradrenalina, o que aumenta a comunicação celular entre os neurônios que utilizam esses compostos. Os estimulantes aumentam a disponibilidade de dopamina sináptica, reduzem a hiperatividade, impulsividade e inatenção características dos pacientes com TDAH, e melhoram os comportamentos associados, incluindo o desempenho em tarefas, o rendimento acadêmico e a funcionalidade social.
Os benefícios terapêuticos devem-se aos efeitos noradrenérgicos no locus coeruleus e no córtex pré-frontal e aos efeitos dopaminérgicos na área tegmental ventral, núcleo accumbens e no córtex pré-frontal.
Os medicamentos estimulantes são considerados seguros quando utilizados sob supervisão médica. Contudo, existem preocupações de que a segurança a longo prazo desses fármacos não tenha sido adequadamente documentada,
Além disso, há questões sociais e éticas relativas ao seu uso e dispensa. A FDA dos EUA adicionou advertências de caixa preta a alguns medicamentos para o TDAH, alertando que o abuso pode levar a episódios psicóticos, dependência psicológica e que depressão severa pode ocorrer durante a retirada do uso abusivo.
Estudos mostram consistentemente que a maioria dos estudantes relata utilizar medicamentos estimulantes, legal ou ilegalmente, para melhorar o desempenho acadêmico, especificamente para aumentar a concentração, a organização e a capacidade de permanecer acordado por mais tempo e estudar.
O abuso desta droga tornou sua prescrição muito mais meticulosa.
Estimulantes são alguns dos medicamentos mais eficazes disponíveis para o tratamento do TDAH.
Sete diferentes formulações de estimulantes foram aprovadas pela Administração de Alimentos e Medicamentos dos EUA (FDA) para o tratamento do TDAH: quatro formulações à base de anfetamina, duas formulações à base de metilfenidato e dextrometanfetamina hidrocloridrato.
Atomoxetina, viloxazina, guanfacina e clonidina são os únicos medicamentos não controlados, não estimulantes e aprovados pela FDA para o tratamento do TDAH.[carece de fontes?]
Ensaios clínicos de curto prazo demonstraram que os medicamentos são eficazes para o tratamento do TDAH, mas os ensaios geralmente utilizam critérios de exclusão, significando que o conhecimento sobre os medicamentos para o TDAH baseia-se em um pequeno subconjunto dos pacientes típicos vistos na prática clínica.
Eles não têm demonstrado melhorar o desempenho escolar e faltam dados sobre a eficácia a longo prazo e a gravidade dos efeitos colaterais. Contudo, os estimulantes podem reduzir o risco de lesões não intencionais em crianças com TDAH.
Esta classe de medicamentos é geralmente considerada como uma unidade; contudo, eles afetam o cérebro de maneira diferente.
Algumas investigações se dedicam a encontrar as semelhanças entre crianças que respondem a um medicamento específico.
A resposta comportamental aos estimulantes em crianças é semelhante, independentemente de possuírem TDAH ou não.  
A medicação estimulante é um tratamento eficaz para o TDAH em adultos embora a taxa de resposta possa ser menor em adultos do que em crianças.
Uma meta-análise revisão sistemática de 2025 de 113 ensaios clínicos randomizados demonstrou que os medicamentos estimulantes melhoraram significativamente os sintomas centrais do TDAH em adultos ao longo de um período de três meses, com boa aceitabilidade em comparação com outros tratamentos farmacológicos e não farmacológicos.
Alguns médicos podem recomendar medicamentos antidepressivos como tratamento de primeira linha em vez dos estimulantes embora os antidepressivos apresentem tamanhos de efeito de tratamento muito menores do que a medicação estimulante.

#### Anfetamina
| Nome comercial | Nome adotado nos Estados Unidos                           | Relação (D:L)   | Forma de dosagem              | Data de início de comercialização | Fontes        |
| -------------- | --------------------------------------------------------- | --------------- | ----------------------------- | --------------------------------- | ------------- |
| Adderall       | Sais mistos de um produto de anfetamina de entidade única | 3:1 (sais)      | comprimido                    | 1996                              | [ 46 ] [ 47 ] |
| Adderall XR    | Sais mistos de um produto de anfetamina de entidade única | 3:1 (sais)      | cápsula                       | 2001                              | [ 46 ] [ 47 ] |
| Mydayis        | Sais mistos de um produto de anfetamina de entidade única | 3:1 (sais)      | cápsula                       | 2017                              | [ 48 ]        |
| Adzenys XR     | anfetamina                                                | 3:1 (base)      | comprimido de dissolução oral | 2016                              | [ 49 ] [ 50 ] |
| Dyanavel XR    | anfetamina                                                | 3.2:1 (base)    | suspensão                     | 2015                              | [ 51 ] [ 52 ] |
| Evekeo         | sulfato de anfetamina                                     | 1:1 (sais)      | comprimido                    | 2012                              | [ 53 ] [ 54 ] |
| Dexedrine      | sulfato de dextroanfetamina                               | 1:0 (sais)      | cápsula                       | 1976                              | [ 46 ] [ 47 ] |
| ProCentra      | sulfato de dextroanfetamina                               | 1:0 (sais)      | líquido                       | 2010                              | [ 47 ]        |
| Zenzedi        | sulfato de dextroanfetamina                               | 1:0 (sais)      | comprimido                    | 2013                              | [ 47 ]        |
| Vyvanse        | lisdexanfetamina dimesilato                               | 1:0 (pró-droga) | cápsula                       | 2007                              | [ 46 ] [ 55 ] |
| Vyvanse        | lisdexanfetamina dimesilato                               | 1:0 (pró-droga) | comprimido                    | 2007                              | [ 46 ] [ 55 ] |
| Xelstrym       | dextroanfetamina                                          | 1:0 (base)      | adesivo transdérmico          | 2022                              | [ 56 ]        |

A anfetamina é um composto quiral composto por dois isômeros: a levoanfetamina e a dextroanfetamina. A levoanfetamina e a dextroanfetamina possuem a mesma fórmula química, mas são imagens espelhadas uma da outra, assim como as mãos de uma pessoa são iguais, porém imagens espelhadas. Essa diferença espelhada é suficiente para produzir uma pequena diferença em suas propriedades farmacológicas; a levoanfetamina possui uma meia-vida ligeiramente mais longa e confere efeitos periféricos mais intensos do que a dextroanfetamina, enquanto a dextroanfetamina é um estimulante mais potente do sistema nervoso central.
Embora seja eficaz na redução dos sintomas primários do TDAH, como hiperatividade e inatenção, diversos efeitos colaterais adversos são apresentados. Entre estes, incluem-se dores de cabeça, ansiedade, náuseas e insônia.
Cinco diferentes produtos farmacêuticos à base de anfetaminas são atualmente utilizados no tratamento do TDAH: anfetamina racêmica, dextroanfetamina, lisdexanfetamina, e dois produtos mistos de enantiômeros (Adderall e Dyanavel XR).
A lisdexanfetamina é uma pró-droga inativa da dextroanfetamina (ou seja, a própria lisdexanfetamina não tem efeito no organismo, mas é metabolizada em dextroanfetamina).
O Adderall é uma mistura proprietária de 75% de dextroanfetamina e 25% de sais de levoanfetamina, o que resulta em diferenças muito pequenas entre seus efeitos.
O Dyanavel XR contém uma mistura semelhante.
Misturas que contêm levoanfetamina podem resultar em efeitos clínicos mais prolongados, em relação à dextroanfetamina enantiopura, devido à maior meia-vida da levoanfetamina.
Algumas crianças com TDAH foram relatadas como respondendo melhor a medicamentos que contêm levoanfetamina.
As anfetaminas são modestamente mais eficazes do que o metilfenidato, mas apresentam mais efeitos colaterais.

#### Metanfetamina
A metanfetamina, prescrita como seu enantiômero dextrorotatório dextrometanfetamina sob o nome comercial Desoxyn, é um psicostimulante de segunda linha para o TDAH nos Estados Unidos.
Apesar de possuir um mecanismo terapêutico semelhante ao dos medicamentos de primeira linha à base de anfetamina, a prescrição de dextrometanfetamina para o TDAH é rara devido ao seu potencial de reforço relativamente maior, além da eficácia comparável e presumivelmente maior segurança do metilfenidato e da anfetamina.
O organismo metaboliza a metanfetamina em anfetamina (além de metabólitos menos ativos). Um quarto da metanfetamina acabará se convertendo em anfetamina.
Após comparar apenas os pontos em comum entre a dextroanfetamina e a dextrometanfetamina, afirma-se que esta última é o estimulante mais forte.

#### Metilfenidato
| Nome(s) comercial(is)                            | Nome(s) genérico(s)                                             | Duração    | Forma de dosagem                                              |
| ------------------------------------------------ | --------------------------------------------------------------- | ---------- | ------------------------------------------------------------- |
| Ritalin                                          | metilfenidato                                                   | 3–4 horas  | comprimido                                                    |
| Focalin (EUA)                                    | dexmetilfenidato (EUA)                                          | 3–4 horas  | comprimido                                                    |
| Aptensio XR (EUA); Biphentin (CA)                | Atualmente indisponível                                         | 12 horas   | cápsula de liberação prolongada (XR)                          |
| Concerta (EUA/CA); Concerta XL (Reino Unido)     | metilfenidato ER (EUA/CA); metilfenidato ER‑C (CA)              | 12 horas   | comprimido OROS                                               |
| Focalin XR (EUA)                                 | dexmetilfenidato XR (EUA)                                       | 12 horas   | cápsula de liberação prolongada (XR)                          |
| Quillivant XR (EUA)                              | Atualmente indisponível                                         | 12 horas   | suspensão oral                                                |
| Daytrana (EUA)                                   | Atualmente indisponível                                         | 11 horas   | adesivo transdérmico                                          |
| Metadate CD (EUA); Equasym XL (Reino Unido)      | metilfenidato ER (EUA)                                          | 8–10 horas | cápsula de liberação controlada/prolongada (CD/XL)            |
| QuilliChew ER (EUA)                              | Atualmente indisponível                                         | 8 horas    | comprimido mastigável                                         |
| Ritalin LA (EUA); Medikinet XL (Reino Unido)     | metilfenidato ER (EUA)                                          | 8 horas    | cápsula de liberação prolongada (ER)                          |
| Azstarys                                         | Serdexmetilfenidato/dexmetilfenidato                            | 13 horas   | cápsula de liberação prolongada                               |
| Ritalin SR (EUA/CA/Reino Unido); Rubifen SR (NZ) | Metadate ER (EUA); Methylin ER (EUA); metilfenidato SR (EUA/CA) | 5–8 horas  | comprimido de liberação controlada (CR\|liberação controlada) |
| 1. 2. 3. 4. 5. 6. 7. 8. 9. 10. 11.               |                                                                 |            |                                                               |

Assim como a anfetamina, o metilfenidato (MPH) é um composto quiral composto por dois isômeros: o d-treo-metilfenidato (também conhecido como dexmetilfenidato, d-metilfenidato ou d-MPH) e o l-treo-metilfenidato (também conhecido como l-metilfenidato ou l-MPH). Ambos os isômeros possuem a mesma fórmula química, mas são imagens espelhadas um do outro, assim como as mãos de uma pessoa são iguais, porém imagens espelhadas. Ao contrário da anfetamina, a diferença nas propriedades farmacológicas entre o d-MPH e o l-MPH é significativa, pois o l-MPH é marcadamente inferior ao d-MPH em seus efeitos, devido a uma série de diferenças importantes entre os isômeros.
A eficácia do metilfenidato é comparável à da atomoxetina
Mas sua eficácia é modestamente inferior à dos anfetaminas.
Existem dois principais medicamentos derivados dos isômeros do metilfenidato: uma mistura racêmica de metade de d-treo-metilfenidato e metade de l-treo-metilfenidato, denominada metilfenidato (Ritalin, Concerta), e uma formulação enantiopura contendo apenas d-treo-metilfenidato, denominada dexmetilfenidato (Focalin).[carece de fontes?]

### Não estimulantes
Atomoxetina, viloxazina, guanfacina e clonidina são medicamentos aprovados para o tratamento do TDAH que foram classificados como "não estimulantes".
Com base em uma revisão sistemática recente da literatura sobre diversas modalidades de tratamento do TDAH, não foram encontradas diferenças entre estimulantes e não estimulantes em sua eficácia no tratamento dos sintomas do TDAH.
Atomoxetina
A atomoxetina é um inibidor seletivo da recaptação de noradrenalina.
Ela apresenta eficácia, tolerabilidade e taxa de resposta comparáveis ao metilfenidato em crianças e adolescentes; a eficácia e a taxa de descontinuação são equivalentes em adultos.
Possui uma advertência de caixa preta da FDA dos EUA referente à ideação suicida e está associada a casos raros de danos hepáticos.:5
Estudos controlados mostram aumentos na frequência cardíaca, redução do peso corporal, diminuição do apetite e náusea emergente durante o tratamento.
Viloxazina
Atua como um inibidor seletivo da recaptação de noradrenalina (NRI). Contudo, pode também atuar como antagonista dos receptores de serotonina 5-HT2B e como agonista dos receptores de serotonina 5-HT2C, ações que podem estar envolvidas em seus efeitos terapêuticos. Foi comercializada por mais de duas décadas como antidepressivo na Europa antes de ser redirecionada para o tratamento do TDAH e lançada nos Estados Unidos em abril de 2021.
Guanfacina
A forma de liberação prolongada foi aprovada pela FDA para o tratamento do transtorno do déficit de atenção com hiperatividade (TDAH) em crianças, como alternativa aos medicamentos estimulantes. Seus efeitos benéficos provavelmente se devem à sua capacidade de fortalecer a regulação cortical pré-frontal da atenção e do comportamento.
Clonidina
Um agonista do receptor adrenérgico α2A também foi aprovado nos EUA. A clonidina foi inicialmente desenvolvida como tratamento para hipertensão. Doses baixas, administradas à noite e/ou à tarde, são às vezes utilizadas em conjunto com estimulantes para auxiliar no sono e porque a clonidina, por vezes, ajuda a moderar comportamentos impulsivos e oposicionais, podendo reduzir os tiques. Pode ser mais útil para a síndrome de Tourette comórbida.

### Outros
Alguns medicamentos utilizados para tratar o TDAH são prescritos fora da indicação fora do escopo das indicações aprovadas pelo governo dos EUA por diversas razões. A FDA dos EUA exige dois ensaios clínicos para comprovar a segurança e a eficácia de um fármaco potencial no tratamento do TDAH. Os medicamentos abaixo não passaram por esses testes, de modo que sua eficácia não foi comprovada (embora esses medicamentos tenham sido licenciados para outras indicações, comprovando, assim, sua segurança nessas populações) e as instruções de dosagem e uso adequado não estão tão bem caracterizadas.
Bupropiona
A bupropiona é classificada como um antidepressivo atípico. É a prescrição off-label mais comum para o TDAH. Ela inibe a recaptação de noradrenalina e, em menor extensão, a de dopamina nas sinapses neuronais,
E tem pouco ou nenhum efeito sobre a recaptação serotoninérgica.
A bupropiona não é uma substância controlada e é comumente prescrita em formulação de liberação programada para diminuir o risco de efeitos colaterais.
Modafinil
Um agente promotor de vigília que atua principalmente como um inibidor seletivo, relativamente fraco e atípico da recaptação de dopamina. Ensaios clínicos randomizados duplo-cegos demonstraram a eficácia e tolerabilidade do modafinil no TDAH pediátrico.
Existem riscos de efeitos colaterais graves, como reações cutâneas, porém estes são raros e o modafinil não é recomendado para uso em crianças.:7
Nos Estados Unidos, originalmente estava pendente de comercialização sob o nome Sparlon, mas a aprovação foi negada pela FDA devido a sérias preocupações com a ocorrência da síndrome de Stevens–Johnson em ensaios clínicos.
Selegilina
A selegilina atua como um inibidor da monoamina oxidase e aumenta os níveis de neurotransmissores monoaminérgicos no cérebro. Em doses inferiores a 20 mg/dia, a selegilina é um inibidor seletivo e irreversível da monoamina oxidase B (MAO-B), elevando os níveis de dopamina no cérebro. Em ensaios clínicos, a selegilina tem sido utilizada no tratamento do transtorno do déficit de atenção com hiperatividade (TDAH).
A selegilina pode atuar em sintomas específicos do TDAH, incluindo: atenção sustentada, aprendizagem de informações novas, hiperatividade e interações com os pares. Demonstrou ser relativamente eficaz no tratamento do subtipo de TDAH com inatenção.
Outros medicamentos que podem ser prescritos fora da indicação incluem certos antidepressivos, tais como antidepressivos tricíclicos (ATCs), inibidores da recaptação de serotonina e noradrenalina, inibidores seletivos da recaptação de serotonina (ISRSs) ou inibidores da monoamina oxidase (IMAO).

#### Medicação antipsicótica
Medicamentos antipsicóticos atípicos, aprovados para o tratamento de certos transtornos comportamentais, são às vezes prescritos fora da indicação como terapia combinada com estimulantes para o tratamento do TDAH comórbido (ou seja, doenças que ocorrem em conjunto) e transtornos comportamentais disruptivos.
As diretrizes de prática clínica canadenses apenas apoiam o uso de antipsicóticos dopaminérgicos com seletividade para os receptores de dopamina do tipo D2, particularmente a risperidona, como tratamento de terceira linha para ambos os transtornos, após a falha da monoterapia com estimulantes e intervenções psicossociais.
O uso combinado de antagonistas de receptores do tipo D2 e estimulantes para o TDAH com transtornos comportamentais comórbidos não parece apresentar efeitos adversos significativamente piores do que a monoterapia com estimulantes ou antipsicóticos.
Pesquisas sugerem, mas ainda não confirmaram, a eficácia do tratamento combinado com antipsicóticos e estimulantes para ambos os transtornos;
não está claro se a terapia combinada é superior à monoterapia com estimulantes ou antipsicóticos.
Não há evidências que apoiem o uso de qualquer subclasse de antipsicóticos para o tratamento dos sintomas centrais do TDAH (ou seja, inatenção e hiperatividade) sem a presença de transtornos comportamentais comórbidos.
Os antipsicóticos dopaminérgicos afetam os neurônios de dopamina ao se ligarem aos receptores de dopamina postsinápticos, onde atuam como antagonistas de receptor.
Em contraste, os estimulantes para o TDAH são agonistas indiretos dos receptores de dopamina postsinápticos;
ou seja, esses estimulantes aumentam os níveis de dopamina sináptica, que então se ligam aos receptores postsinápticos.
Os estimulantes aumentam a concentração de dopamina sináptica ativando certos receptores presinápticos (ou seja, TAAR1) ou bloqueando ou alterando a função dos transportadores de recaptação (por exemplo, DAT, VMAT2) no neurônio presináptico.

### Microdosagem com psilocibina como automedicação para o TDAH
O estudo intitulado Microdosing with psychedelics to self-medicate for ADHD symptoms in adults, A prospective naturalistic study, publicado na revista Neuroscience Applied, investigou os efeitos da microdosagem (MD) com psilocibina como forma de automedicação para tratar sintomas de transtorno do déficit de atenção com hiperatividade (TDAH) em adultos. O TDAH em adultos, frequentemente subdiagnosticado e mal gerido, pode impactar gravemente a qualidade de vida. Embora os tratamentos farmacológicos de primeira linha, como metilfenidato e atomoxetina, sejam eficazes, muitos pacientes interrompem seu uso devido a efeitos colaterais adversos ou à ausência de resposta terapêutica. Diante desse cenário, tem-se observado um crescente interesse no uso de psicodélicos clássicos em doses baixas e repetidas, prática conhecida como microdosagem. Estudos retrospectivos anteriores indicavam que a MD poderia ser percebida como mais eficaz do que os tratamentos convencionais. Este estudo adotou um desenho prospectivo e naturalístico para avaliar, por meio de questionários validados e tarefas cognitivas, os efeitos da MD sobre os sintomas do TDAH, o bem-estar geral e a percepção do tempo.
Participaram 233 adultos com diagnóstico prévio ou sintomas clinicamente relevantes de TDAH, que tinham a intenção de iniciar a MD por iniciativa própria. As avaliações ocorreram em três momentos: antes da MD, e duas e quatro semanas depois. Os resultados mostraram uma redução significativa dos sintomas de TDAH e um aumento do bem-estar após duas semanas, com melhorias adicionais após quatro semanas. Essas melhorias não foram significativamente afetadas pelo uso simultâneo de medicação convencional nem pela presença de comorbidades psiquiátricas. No entanto, não se observou melhora na percepção do tempo, medida por meio de uma tarefa de reprodução temporal, embora os participantes que combinaram MD com medicação convencional tenham mostrado tendência a superestimar intervalos curtos. Cerca de 20% dos participantes não apresentaram resposta positiva à MD. Observou-se uma correlação negativa entre a redução dos sintomas de TDAH e o aumento do bem-estar. A maioria dos participantes utilizou psilocibina/psilocina, embora também tenham sido relatados o uso de LSD, ayahuasca e lisergamidas novas. Apesar de suas limitações metodológicas — incluindo a ausência de grupo controle, possível efeito placebo, autoseleção da amostra e elevada taxa de desistência —, o estudo sugere que a MD pode oferecer benefícios terapêuticos para adultos com TDAH, constituindo base para futuros ensaios clínicos controlados com placebo e desenhos experimentais mais rigorosos.

### Comparação
| Sistema nervoso central estimulantes |                           |                            |                            |                            |                                                                  |            | |
| Clássicos |                           |                            |                            |                            |                                                                  |            | |
| Anfetamina (racêmico) | Evekeo                    | Não disponível             | Não disponível             | Crianças ≥3 anos e adultos | Inibidor da recaptação de monoaminas & agente liberador          | Aprovado   | Altamente eficaz; modestamente superior à metilfenidato com início de ação rápido. Mistura 1:1 de d-amp & l-amp. |
| Adderall | Adderall                  | Não disponível             | Não disponível             | Crianças ≥3 anos e adultos | Inibidor da recaptação de monoaminas & agente liberador          | Aprovado   | Altamente eficaz, os efeitos terapêuticos costumam ser observados em até uma hora após a administração oral. Mistura 3:1 de d-amp e l-amp. |
| Dexamfetamina | Dexedrine, Dexrostat      | Crianças ≥3 anos e adultos | Crianças ≥6 anos e adultos | Crianças ≥3 anos e adultos | Inibidor da recaptação de monoaminas & agente liberador          | Aprovado   | Altamente eficaz, os efeitos terapêuticos costumam ser observados em 1–1,5 horas após a administração oral. |
| Lisdexamfetamina | Vyvanse, Elvanse          | Crianças ≥6 anos e adultos | Crianças ≥6 anos e adultos | Crianças ≥6 anos e adultos | Inibidor da recaptação de monoaminas & agente liberador          | Aprovado   | Altamente eficaz, os efeitos terapêuticos costumam ser observados em 1–3 horas após a administração oral. Trata-se de uma formulação pró-droga de d-amp. |
| Metanfetamina | Desoxyn                   | Não disponível             | Não disponível             | Crianças ≥6 anos e adultos | Inibidor da recaptação de monoaminas & agente liberador          | Aprovado   | Altamente eficaz, os efeitos terapêuticos costumam ser observados em até uma hora após a administração oral. |
| Metilfenidato | Ritalina, Concerta        | Crianças ≥6 anos e adultos | Crianças ≥6 anos e adultos | Crianças ≥6 anos e adultos | NDRI                                                             | Aprovado   | Altamente eficaz, comparável à atomoxetina mas modestamente inferior aos anfetaminas. Os efeitos terapêuticos costumam ser observados em 0,5–1,5 horas após a administração oral (dependendo da formulação). |
| Dexmetilfenidato | Focalin                   | Não disponível             | Não disponível             | Crianças ≥6 anos e adultos | NDRI                                                             | Aprovado   | Altamente eficaz, os efeitos terapêuticos costumam ser observados em 0,5–1,5 horas após a administração oral (dependendo da formulação). Sem vantagens significativas sobre o metilfenidato em dosagens equipotentes. |
| Não-clássicos |                           |                            |                            |                            |                                                                  |            | |
| Atomoxetina | Strattera                 | Crianças ≥6 anos e adultos | Crianças ≥6 anos e adultos | Crianças ≥6 anos e adultos | NRI                                                              | Aprovado   | Altamente eficaz; comparável ao metilfenidato em crianças e adolescentes e equivalente em adultos. Proporciona um início de ação mais lento (normalmente leva pelo menos algumas semanas) mas possui um risco menor de abuso e dependência do que os estimulantes.                                                                              |
| Modafinil | Provigil, Modavigil       | (em norueguês)             | (em norueguês)             | (em norueguês)             | Inibidor da recaptação de dopamina                               | Baixo      | Início de ação rápido (várias horas). Nível de suporte suficiente para potencialmente obter aprovação para TDAH pediátrico, contudo a FDA rejeitou a aprovação devido a preocupações com reações cutâneas graves. Avaliado de forma insatisfatória para TDAH em adultos, pois a maioria dos ensaios publicados concentra-se no TDAH pediátrico. |
| [[Agonistas adrenérgicos α2]] |                           |                            |                            |                            |                                                                  |            | |
| Clonidina | Catapres, Dixarit, Kapvay | (em norueguês)             | (em norueguês)             | Crianças ≥6 anos           | [[Agonista adrenérgico α2]]                                      | Aprovado   | Início de ação retardado (1 semana). Dados insuficientes para julgar sua eficácia relativa. Apenas as formulações de liberação imediata, mais sedativas, estão disponíveis em alguns países, incluindo a Austrália. |
| Guanfacina | Intuniv, Tenex            | Crianças de 6 a 17 anos    | Crianças ≥6 anos           | Crianças ≥6 anos           | [[Agonista adrenérgico α2]]                                      | Aprovado   | Início de ação retardado (1 semana). Pode ser ligeiramente menos eficaz do que os medicamentos estimulantes. Não disponível em muitos países. |
| Antidepressivos/Ansiolíticos |                           |                            |                            |                            |                                                                  |            | |
| Amitriptilina | Elavil, Endep             | (em norueguês)             | (em norueguês)             | (em norueguês)             | Tricíclico                                                       | Baixo      | Início de ação retardado. |
| Bupropiona | Wellbutrin                | (em norueguês)             | (em norueguês)             | (em norueguês)             | NDRI & antagonista dos receptores nicotínicos de acetilcolina    | Alto       | Início de ação retardado. É ligeiramente a/moderadamente menos eficaz do que o metilfenidato e a atomoxetina. |
| Buspirona | Buspar                    | Não disponível             | (em norueguês)             | (em norueguês)             | [[Agonista parcial do receptor 5-HT1A\|parcial agonista 5-HT1A]] | Baixo      | Início de ação retardado. Sendo um agonista parcial do receptor 5-HT1A, pode conferir a capacidade de aumentar a liberação de dopamina no córtex pré-frontal. |
| Clomipramina | Anafranil                 | (em norueguês)             | (em norueguês)             | (em norueguês)             | Tricíclico                                                       | Baixo      | Início de ação retardado. |
| Desipramina | Norpramin                 | Não disponível             | (em norueguês)             | (em norueguês)             | Tricíclico                                                       | Moderado   | Início de ação retardado. |
| Duloxetina | Cymbalta                  | (em norueguês)             | (em norueguês)             | (em norueguês)             | SNRI                                                             | Moderado   | Início de ação retardado. |
| Imipramina | Tofranil                  | (em norueguês)             | (em norueguês)             | (em norueguês)             | Tricíclico                                                       | Baixo      | Início de ação retardado. |
| Milnaciprana | Savella, Ixel             | (em norueguês)             | (em norueguês)             | (em norueguês)             | SNRI                                                             | Negligível | Início de ação retardado. |
| Moclobemida | Aurorix                   | (em norueguês)             | (em norueguês)             | Não disponível             | Inibidor reversível de MAO-A                                     | Baixo      | Início de ação retardado. |
| Nortriptilina | Pamelor, Allegron         | (em norueguês)             | (em norueguês)             | (em norueguês)             | Tricíclico                                                       | Baixo      | Início de ação retardado. |
| Reboxetina | Edronax                   | (em norueguês)             | (em norueguês)             | Não disponível             | Inibidor da recaptação de norepinefrina                          | Baixo      | Início de ação retardado. |
| Selegilina | Emsam                     | (em norueguês)             | (em norueguês)             | (em norueguês)             | Inibidor da monoamina oxidase                                    | Baixo      | Início de ação retardado. |
| Venlafaxina | Effexor                   | (em norueguês)             | (em norueguês)             | (em norueguês)             | SNRI                                                             | Moderado   | Início de ação retardado. |
| Outros diversos |                           |                            |                            |                            |                                                                  |            | |
| Amantadina | Endantadina, Symmetrel    | (em norueguês)             | (em norueguês)             | (em norueguês)             | Antagonista de NMDA e agonista de dopamina                       | Baixo      | ? |
| Carbamazepina | Equetro, Tegretol         | (em norueguês)             | (em norueguês)             | (em norueguês)             | Bloqueador de canais de sódio                                    | Moderado   | O uso no TDAH é geralmente considerado clinicamente desaconselhável. |
| Memantina | Namenda                   | (em norueguês)             | (em norueguês)             | (em norueguês)             | Antagonista de NMDA                                              | Baixo      | ? |
| Níveis de suporte - Aprovado indica que o nível de evidência para suportar o uso do medicamento no tratamento do TDAH é suficiente para que pelo menos uma agência reguladora já o tenha aprovado. - Muito alto indica que pelo menos seis ensaios randomizados duplo-cegos controlados por placebo suportam o uso do medicamento no tratamento do TDAH. - Alto indica que pelo menos três ensaios randomizados duplo-cegos controlados por placebo positivos foram realizados avaliando a eficácia do medicamento. - Moderado indica que pelo menos um ensaio clínico controlado, de tamanho moderado/grande (≥30 pessoas), positivo e duplo-cego controlado por placebo foi realizado para avaliar a eficácia do medicamento. - Baixo indica que pelo menos um ensaio clínico aberto ou duplo-cego não controlado por placebo foi realizado para avaliar a eficácia do medicamento, ou um ensaio controlado que foi inadequadamente dimensionado (<30 participantes) ou mal desenhado. - Muito baixo. Pelo menos dois relatos de caso documentaram o uso bem-sucedido do medicamento no tratamento do TDAH. - Negligível. Um relato de caso positivo e suporte teórico adicional (por exemplo, baseado no mecanismo de ação do medicamento em questão). |                           |                            |                            |                            |                                                                  |            | |
| Notas 1. 2. 3. 4. |                           |                            |                            |                            |                                                                  |            | |

### Preocupações em relação aos estimulantes
Alguns pais e profissionais têm levantado questões sobre os efeitos colaterais dos medicamentos e seu uso a longo prazo.

#### Aumento do uso
As taxas de tratamento ambulatorial mantiveram-se estáveis nos EUA do final dos anos 1990 até o início dos anos 2000. Antes disso, o tratamento ambulatorial para TDAH nos EUA cresceu de 0,9 crianças por 100 em 1987 para 3,4 por 100 em 1997. Uma pesquisa realizada pelos Centers for Disease Control and Prevention em 2011–2012 constatou que 11% das crianças entre 4 e 17 anos foram relatadas como tendo recebido, em algum momento, um diagnóstico de TDAH por um profissional de saúde (15% dos meninos e 7% das meninas), – um aumento de 16% desde 2007 e de 41% na última década. O CDC observa que amostras comunitárias sugerem que a incidência de TDAH em crianças americanas é maior do que os cinco por cento declarados pela American Psychiatric Association no DSM-5, com 8,8% das crianças norte-americanas tendo um diagnóstico atual na pesquisa de 2011. Contudo, apenas 6,1% das crianças na pesquisa de 2011 estavam utilizando medicação para TDAH, sugerindo que até 17,5% das crianças com TDAH atual não estavam recebendo tratamento.

#### Uso em pré-escolares
Os pais de crianças com TDAH relatam que os sintomas costumam aparecer em idade precoce. Existem poucos estudos longitudinais sobre os efeitos a longo prazo do uso de estimulantes em crianças. O uso de medicação estimulante não foi aprovado pela FDA para crianças com menos de seis anos de idade. Uma tendência crescente é o diagnóstico de crianças mais novas com TDAH. As prescrições para crianças com menos de 5 anos aumentaram quase 50% de 2000 a 2003. Pesquisas sobre este tema indicaram que a medicação estimulante pode ajudar crianças mais novas com "sintomas graves de TDAH", geralmente em doses mais baixas do que as utilizadas em crianças mais velhas. Constatou-se, ainda, que crianças nesta faixa etária são mais sensíveis aos efeitos colaterais e devem ser monitoradas de perto. Evidências sugerem que uma avaliação cuidadosa e intervenções comportamentais altamente individualizadas melhoram significativamente tanto as habilidades sociais quanto acadêmicas, enquanto a medicação trata apenas os sintomas do transtorno. "Uma das principais razões citadas para o crescente uso de intervenções psicotrópicas foi que muitos médicos perceberam que intervenções psicológicas são custosas e difíceis de manter."

#### Efeitos colaterais

##### Constipação e dor gastrointestinal
Estimulantes do sistema nervoso central, como a lisdexanfetamina, podem estar associados a ocorrências de constipação, diarreia, náusea e dor de estômago.

##### Retardo no crescimento e perda de peso
Há evidências de reduções leves na taxa de crescimento com o tratamento estimulante prolongado em crianças, mas nenhuma relação causal foi estabelecida e as reduções não parecem persistir a longo prazo. A perda de peso quase sempre corresponde à perda de apetite, que pode resultar do medicamento. A perda de peso acentuada é muito incomum. A perda de apetite é muito temporária e normalmente retorna à medida que os efeitos diários dos estimulantes se dissipam. Náusea, tontura e dores de cabeça, outros efeitos colaterais, também podem afetar indiretamente o apetite e resultar em perda de peso.

##### Cardiovascular
Há preocupação de que estimulantes e atomoxetina, que aumentam a frequência cardíaca e a pressão arterial, possam causar problemas cardiovasculares graves. Estudos recentes de grande escala realizados pela FDA indicam que, em crianças, jovens adultos e adultos, não há associação entre eventos cardiovasculares adversos graves (morte súbita, infarto do miocárdio e acidente vascular cerebral) e o uso médico de anfetaminas, metilfenidato ou outros estimulantes para TDAH.

##### Psiquiátrico
Muitos desses medicamentos estão associados à dependência física e psicológica. Problemas de sono podem ocorrer.
O metilfenidato pode agravar psicose em pacientes psicóticos e, em casos muito raros, foi associado ao surgimento de novos sintomas psicóticos. Deve ser utilizado com extrema cautela em pacientes com transtorno bipolar devido ao potencial de indução de mania ou hipomania. Há relatos muito raros de ideação suicida, mas as evidências não sustentam uma relação direta. Os efeitos a longo prazo do uso crônico de metilfenidato sobre os transtornos mentais na vida adulta são desconhecidos.
Uma revisão da FDA de 2009 de 49 ensaios clínicos constatou que aproximadamente 1,5% das crianças em ensaios clínicos com medicamentos para TDAH apresentaram sinais ou sintomas de psicose ou mania. Relatos pós-comercialização também foram analisados, com quase metade envolvendo crianças com menos de onze anos. Aproximadamente 90% dos casos não tinham histórico prévio relatado de eventos psiquiátricos semelhantes.

#### Uso a longo prazo
A exposição prolongada ao metilfenidato ou anfetaminas em algumas espécies é conhecida por produzir desenvolvimento anormal do sistema dopaminérgico ou danos nervosos, porém, em humanos, ocorre desenvolvimento e crescimento nervoso normais. Estudos de ressonância magnética sugerem que o tratamento a longo prazo com anfetaminas ou metilfenidato diminui as anormalidades na estrutura e função cerebral encontradas em indivíduos com TDAH, e melhora a função do núcleo caudado.
Revisões da pesquisa clínica com estimulantes estabeleceram a segurança e eficácia do uso prolongado de anfetaminas no TDAH. Ensaios controlados com duração de dois anos demonstraram eficácia e segurança contínuas do tratamento. Uma revisão destacou um ensaio controlado randomizado de nove meses com anfetaminas em crianças que encontrou um aumento médio de 4,5 pontos no quociente de inteligência (QI) e melhorias contínuas em atenção, comportamentos disruptivos e hiperatividade.
Há algumas evidências de que o próprio TDAH pode proteger o cérebro contra o processo natural de envelhecimento na vida adulta, possivelmente por exercitar o cérebro e ajudar a manter seu volume. Não se sabe como o tratamento medicamentoso a longo prazo afeta a trajetória do declínio do volume cerebral no cérebro envelhecido com TDAH.

#### Abandono e efeito rebote
A tolerância aos efeitos terapêuticos dos estimulantes pode ocorrer, e pode ocorrer rebote dos sintomas quando a dose diminui. Os efeitos de rebote geralmente são resultado de uma dosagem estimulante excessivamente alta ou da incapacidade do indivíduo de tolerar a medicação estimulante. Sinais de que a dose está muito alta incluem irritabilidade, sensação de estimulação excessiva ou atenuação do afeto e da personalidade.
O abstinência de estimulantes ou reações de efeito rebote podem ocorrer e sua intensidade pode ser minimizada com uma redução gradual da medicação ao longo de semanas ou meses. Um pequeno estudo sobre a retirada abrupta de estimulantes sugeriu que reações de abstinência não são típicas e podem ocorrer apenas em indivíduos suscetíveis.

#### Câncer
Preocupações sobre aberrações cromossômicas e possível câncer posteriormente na vida foram levantadas por um estudo de pequena escala sobre o uso de metilfenidato, embora uma revisão da Food and Drug Administration (FDA) tenha encontrado problemas metodológicos significativos no estudo. Um estudo de seguimento realizado com metodologia aprimorada não encontrou evidências de que o metilfenidato possa causar câncer, afirmando que "a preocupação quanto a um potencial aumento no risco de desenvolver câncer posteriormente na vida após o tratamento prolongado com MPH não é sustentada."

### História
A primeira evidência relatada do uso de medicação estimulante para tratar crianças com problemas de concentração e hiperatividade foi em 1937. Charles Bradley em Providence, Rhode Island relatou que um grupo de crianças com problemas comportamentais apresentou melhora após serem tratadas com o estimulante Benzedrina. Em 1954, o estimulante metilfenidato (Ritalina, que foi produzido pela primeira vez em 1944) tornou-se disponível; ele permanece como um dos medicamentos mais prescritos para TDAH. Inicialmente, o medicamento era usado para tratar narcolepsia, fadiga crônica, depressão e para contrabalançar os efeitos sedativos de outros medicamentos. O medicamento passou a ser utilizado para o TDAH na década de 1960 e seu uso aumentou de forma constante.
Em 1975, pemolina (Cylert) foi aprovado pela FDA dos EUA para uso no tratamento do TDAH. Embora fosse um agente eficaz para o manejo dos sintomas, o desenvolvimento de insuficiência hepática em 14 casos ao longo dos 27 anos seguintes levou o fabricante a retirar este medicamento do mercado. Novos sistemas de liberação de medicamentos foram inventados em 1999 que eliminaram a necessidade de doses múltiplas ao longo do dia ou de tomar a medicação na escola. Esses novos sistemas incluem pelotas de medicação revestidas com diversas substâncias de liberação prolongada para permitir que os medicamentos se dissolvam a cada hora durante um período de 8 a 12 horas (Metadate CD, Adderall XR, Focalin XR) e uma bomba osmótica que extrude uma massa líquida de metilfenidato durante um período de 8 a 12 horas após a ingestão (Concerta).[carece de fontes?]
Em 2003, atomoxetina (Strattera) recebeu a primeira aprovação da FDA para um medicamento não estimulante a ser usado especificamente para o TDAH. Em 2007, lisdexanfetamina (Vyvanse) tornou-se a primeira pró-droga para o TDAH a receber aprovação da FDA. Em março de 2019, uma subsidiária da Purdue Pharma recebeu aprovação da FDA para Adhansia XR, um medicamento à base de metilfenidato para tratar o TDAH.

## Custo-efetividade
A combinação do manejo médico com o tratamento comportamental é a estratégia de manejo do TDAH mais eficaz, seguida pela medicação isolada e, por último, pelo tratamento comportamental. Em termos de custo-efetividade, o manejo com medicação demonstrou ser o mais custo-efetivo, seguido pelo tratamento comportamental e pelo tratamento combinado. A forma individualmente mais eficaz e econômica é com medicação estimulante. Além disso, medicamentos de ação prolongada para o TDAH, em comparação com os de ação curta, geralmente se mostram custo-efetivos. Distúrbios comórbidos (relacionados a duas doenças que ocorrem juntas, por exemplo, depressão clínica e TDAH) tornam o diagnóstico e o tratamento mais onerosos do que quando os transtornos comórbidos estão ausentes.[carece de fontes?]

## Medicina alternativa

Cafeína é, por vezes, utilizada para gerenciar os sintomas do TDAH.

A maioria das terapias alternativas não possui evidências suficientes para recomendá-las. Além disso, quando apenas os estudos de melhor qualidade são considerados, os resultados tendem a ser similares aos do placebo.

### Neurofeedback
Neurofeedback (NF) ou biofeedback EEG é uma estratégia de tratamento utilizada em crianças, adolescentes e adultos com TDAH. O cérebro humano emite energia elétrica que é medida por eletrodos. O neurofeedback alerta o paciente quando ondas beta estão presentes. Essa teoria defende que indivíduos com TDAH podem se treinar para reduzir os sintomas do transtorno.[carece de fontes?]
Nenhum efeito colateral adverso grave do neurofeedback foi relatado. As pesquisas sobre neurofeedback têm sido em sua maioria limitadas e de baixa qualidade. Embora haja alguma indicação de eficácia do biofeedback, os resultados não são conclusivos: vários estudos obtiveram resultados positivos, entretanto, os de melhor desenho demonstraram efeitos reduzidos ou inexistentes. Em geral, nenhum efeito foi encontrado nas medidas de TDAH mais cegadas, o que pode indicar que os resultados positivos se devem ao efeito placebo.

### Mídia
Estudos preliminares apoiam a ideia de que jogar videogames é uma forma de neurofeedback, que ajuda indivíduos com TDAH a autorregular-se e melhorar a aprendizagem. A memória, a capacidade de multitarefa, a inteligência fluida e outras habilidades cognitivas podem ser aprimoradas por determinados programas de computador e videogames. Por outro lado, indivíduos com TDAH podem ter grande dificuldade em se desligar do jogo, o que pode, por sua vez, anular quaisquer benefícios obtidos com essas atividades, e as habilidades de gerenciamento de tempo podem ser negativamente impactadas também.

### Natureza
Crianças que passam tempo ao ar livre em ambientes naturais, como parques, parecem apresentar menos sintomas de TDAH, o que tem sido denominado de "Terapia Natural".

### Dieta
Não há evidências suficientes para apoiar mudanças dietéticas no TDAH, e por isso não são recomendadas pela American Academy of Pediatrics até 2019. Talvez a mais conhecida das alternativas dietéticas seja a dieta Feingold, que envolve a remoção de salicilatos, corantes e sabores artificiais e certos conservantes sintéticos da dieta das crianças. Entretanto, estudos demonstraram pouco ou nenhum efeito da dieta Feingold no comportamento de crianças com TDAH.
Os resultados dos estudos sobre o efeito da eliminação de corantes alimentares artificiais na dieta de crianças com TDAH têm sido bastante variados. Foi constatado que pode ser eficaz em algumas crianças, mas, como os estudos publicados são de baixa qualidade, os resultados podem estar mais relacionados a problemas metodológicos, como o viés de publicação.
A Agência de Normas Alimentares do Reino Unido (FSA) pediu a proibição do uso de seis corantes alimentares artificiais e a União Europeia determinou que alguns corantes alimentares devem ser rotulados com o respectivo número E, além do aviso: "pode ter efeito adverso sobre a atividade e a atenção em crianças." Contudo, as evidências existentes não refutam nem apoiam a associação entre TDAH e corantes alimentares.
Suplemento alimentar, automedicação, e dietas especializadas às vezes são utilizadas por pessoas com TDAH com a intenção de mitigar alguns ou todos os sintomas. Contudo, um artigo de 2009 da Harvard Mental Health Letter afirma: "Embora suplementos vitamínicos ou minerais [micronutrientes] possam ajudar crianças diagnosticadas com deficiências específicas, não há evidência de que sejam úteis para todas as crianças com TDAH. Além disso, megadoses de vitaminas, que podem ser tóxicas, devem ser evitadas." Nos Estados Unidos, nenhum suplemento alimentar foi aprovado pela FDA para o tratamento do TDAH.
Alguns suplementos populares utilizados para gerenciar os sintomas do TDAH:
- Cafeína – O TDAH está associado a um aumento no consumo de cafeína, e os efeitos estimulantes da cafeína na cognição podem trazer alguns benefícios para o TDAH.[244] Evidências limitadas sugerem um pequeno efeito terapêutico que é marcadamente inferior aos tratamentos padrão, como metilfenidato e dextroanfetamina, embora produza efeitos colaterais semelhantes ou maiores.[244][245]
- Nicotina – A associação entre TDAH e ingestão de nicotina é bem conhecida, e evidências limitadas sugerem que a nicotina pode ajudar a melhorar alguns dos sintomas do TDAH, embora o efeito seja geralmente pequeno.[246][247][248]
- Ácidos graxos ômega-3 – Não há evidências de que a suplementação com ômega-3 ou outros ácidos graxos poli-insaturados proporcione qualquer melhora nos sintomas do TDAH em crianças ou adolescentes.[249] Uma meta-análise de 2011 encontrou um "pequeno, mas significativo benefício", com benefícios "modestos comparados à eficácia dos tratamentos farmacológicos atualmente disponíveis para o TDAH".[250] A revisão concluiu que a suplementação pode valer a pena ser considerada como um tratamento adjuvante em combinação com medicação, devido ao seu "perfil relativamente benigno de efeitos colaterais", mas não como tratamento primário.[250] A maioria das pesquisas sobre ácidos graxos ômega-3 é considerada de qualidade muito baixa, com amplas fraquezas metodológicas.[249][250]
- Zinco – Embora o papel do zinco no TDAH não esteja totalmente elucidado, há algumas evidências limitadas de que níveis teciduais mais baixos de zinco podem estar associados ao TDAH.[251] Na ausência de deficiência comprovada de zinco, que é rara fora dos países em desenvolvimento, a suplementação com zinco não é recomendada como opção terapêutica para o TDAH.
- Na década de 1980, a vitamina B6 foi promovida como um remédio útil para crianças com dificuldades de aprendizagem, incluindo a falta de atenção; no entanto, um estudo com doses elevadas de vitaminas em crianças com TDAH mostrou que elas eram ineficazes na modificação do comportamento.[252]

### Exercício
Exercício físico, particularmente o exercício aeróbico, é um tratamento adjuvante eficaz para o TDAH em crianças e adultos, especialmente quando combinado com medicação estimulante (embora a melhor intensidade e tipo de exercício aeróbico para melhorar os sintomas ainda não sejam conhecidos). Os efeitos a longo prazo do exercício aeróbico regular em indivíduos com TDAH incluem melhor comportamento e habilidades motoras, melhora das funções executivas (incluindo atenção, controle inibitório e planejamento, entre outros domínios cognitivos), maior velocidade de processamento de informações e melhor memória. As avaliações de pais e professores sobre os resultados comportamentais e socioemocionais em resposta ao exercício aeróbico regular incluem: melhor funcionamento global, redução dos sintomas do TDAH, maior autoestima, níveis reduzidos de ansiedade e depressão, menos queixas somáticas, melhor comportamento acadêmico e em sala de aula e melhora do comportamento social. Praticar exercício enquanto se utiliza medicação estimulante potencializa o efeito da medicação nas funções executivas. Acredita-se que esses efeitos de curto prazo do exercício sejam mediados pelo aumento da disponibilidade sináptica de dopamina e norepinefrina no cérebro.
Com base em uma revisão sistemática da literatura e meta-análise de 2024, encomendada pelo Patient-Centered Outcomes Research Institute (PCORI), foram identificados sete ensaios controlados randomizados que relatam a eficácia do exercício físico no tratamento dos sintomas do TDAH. O tipo e a quantidade de exercício variaram amplamente entre os estudos, desde intervenções com artes marciais até treinamento em esteira, passando por tênis de mesa ou exercício aeróbico. Como os efeitos relatados não foram replicados, os autores concluíram que, atualmente, não há evidência suficiente de que a intervenção por exercício seja uma forma eficaz de tratamento dos sintomas do TDAH em crianças e adolescentes.

### Microdosagem com psilocibina como automedicação para o TDAH
O estudo intitulado Microdosing with psychedelics to self-medicate for ADHD symptoms in adults, A prospective naturalistic study, publicado na revista Neuroscience Applied, investigou os efeitos da microdosagem (MD) com psilocibina como forma de automedicação para tratar sintomas de transtorno do déficit de atenção com hiperatividade (TDAH) em adultos. O TDAH em adultos, frequentemente subdiagnosticado e mal gerido, pode impactar gravemente a qualidade de vida. Embora os tratamentos farmacológicos de primeira linha, como metilfenidato e atomoxetina, sejam eficazes, muitos pacientes interrompem seu uso devido a efeitos colaterais adversos ou à ausência de resposta terapêutica. Diante desse cenário, tem-se observado um crescente interesse no uso de psicodélicos clássicos em doses baixas e repetidas, prática conhecida como microdosagem. Estudos retrospectivos anteriores indicavam que a MD poderia ser percebida como mais eficaz do que os tratamentos convencionais. Este estudo adotou um desenho prospectivo e naturalístico para avaliar, por meio de questionários validados e tarefas cognitivas, os efeitos da MD sobre os sintomas do TDAH, o bem-estar geral e a percepção do tempo.
Participaram 233 adultos com diagnóstico prévio ou sintomas clinicamente relevantes de TDAH, que tinham a intenção de iniciar a MD por iniciativa própria. As avaliações ocorreram em três momentos: antes da MD, e duas e quatro semanas depois. Os resultados mostraram uma redução significativa dos sintomas de TDAH e um aumento do bem-estar após duas semanas, com melhorias adicionais após quatro semanas. Essas melhorias não foram significativamente afetadas pelo uso simultâneo de medicação convencional nem pela presença de comorbidades psiquiátricas. No entanto, não se observou melhora na percepção do tempo, medida por meio de uma tarefa de reprodução temporal, embora os participantes que combinaram MD com medicação convencional tenham mostrado tendência a superestimar intervalos curtos. Cerca de 20% dos participantes não apresentaram resposta positiva à MD. Observou-se uma correlação negativa entre a redução dos sintomas de TDAH e o aumento do bem-estar. A maioria dos participantes utilizou psilocibina/psilocina, embora também tenham sido relatados o uso de LSD, ayahuasca e lisergamidas novas. Apesar de suas limitações metodológicas — incluindo a ausência de grupo controle, possível efeito placebo, autoseleção da amostra e elevada taxa de desistência —, o estudo sugere que a MD pode oferecer benefícios terapêuticos para adultos com TDAH, constituindo base para futuros ensaios clínicos controlados com placebo e desenhos experimentais mais rigorosos.

## Transtornos Comórbidos
Devido à diversidade das comorbidades do TDAH e à alta taxa de comorbidade, cuidados especiais devem ser dedicados a certos transtornos comórbidos. A FDA não foi estruturada para abordar essa questão e não aprova medicamentos para comorbidades, entretanto certos tópicos deste tipo foram extensivamente pesquisados.

### Transtornos de tiques
Pacientes com Síndrome de Tourette que são encaminhados para clínicas especializadas apresentam uma alta taxa de TDAH comórbido. Pacientes que têm TDAH juntamente com tiques ou transtorno de tiques também podem ter problemas com comportamentos disruptivos, funcionamento geral e função cognitiva, atribuídos ao TDAH comórbido.
O tratamento do TDAH na presença de transtornos de tiques tem sido um tema controverso. A prática médica anterior sustentava que os estimulantes não poderiam ser usados na presença de tiques, devido à preocupação de que seu uso pudesse agravar os tiques; Contudo, diversas linhas de pesquisa demonstraram que os estimulantes podem ser utilizados com cautela na presença de transtornos de tiques. Vários estudos demonstraram que os estimulantes não agravam os tiques mais do que o placebo e sugerem que os estimulantes podem até reduzir a gravidade dos tiques. Metilfenidato, guanfacina, clonidina e desipramina foram associados à melhoria dos sintomas dos tiques. O Physicians' Desk Reference (PDR) continua a trazer um aviso de que os estimulantes não devem ser usados na presença de transtornos de tiques, motivo pelo qual os médicos podem ser relutantes em utilizá-los. Outros se sentem confortáveis usando-os e até defendem um teste com estimulante quando o TDAH ocorre com tiques, pois os sintomas do TDAH podem ser mais incapacitantes do que os tiques.

Os estimulantes são a primeira linha de tratamento para o TDAH, com eficácia comprovada, mas falham em até 20% dos casos, mesmo em pacientes sem transtornos de tiques. Os estimulantes prescritos atualmente incluem: metilfenidato, dextroanfetamina e sais mistos de anfetaminas (Adderall). Outros medicamentos podem ser utilizados quando os estimulantes não são uma opção. Estes incluem os agonistas α2 (clonidina e guanfacina), os antidepressivos tricíclicos (desipramina e nortriptilina), e antidepressivos mais recentes (bupropiona e venlafaxina). Há relatos de casos de piora dos tiques com bupropiona. Existe boa evidência empírica de segurança e eficácia a curto prazo para o uso de desipramina, bupropiona e atomoxetina.